# ثومية (نبات)
الثومية (باللاتينية: Alliaria) جنس نباتي يتبع الفصيلة الصليبية. يضم ثلاثة أنواع مقبولة وعدد من الأسماء التي تعد مرادفات لهذه الأنواع أو لم يتم البت فيها بعد.

## من أنواعها
- الثومية ذات الأذينات (باللاتينية: Alliaria auriculata)
- الثومية المعنّقة (باللاتينية: Alliaria petiolata) في بلاد الشام والمغرب العربي وكل أوروبا
- الثومية قصيرة الثمار (باللاتينية: Alliaria brachycarpa) في القوقاز